# Gare de Trois-Rivières
La gare de Trois-Rivières est une ancienne gare ferroviaire canadienne, située à Trois-Rivières, au Québec.
Représentative de la dernière période du style Beaux-Arts, elle a été désignée gare ferroviaire patrimoniale en 1990.

## Histoire
La construction d'un chemin de fer reliant Québec à Montréal par la rive Nord du fleuve Saint-Laurent débute en 1872. Une première gare à Trois-Rivières est inaugurée en 1878 à l’emplacement actuel, situé à la limite Nord de la ville. Le bâtiment en bois est démolie en 1924 pour être remplacé par l'édifice actuel en 1924, après des plans des architectes Ross et Macdonald de Montréal.
Elle est acquise en décembre 1985 par Via Rail Canada qui la rénove pour en faire une gare intermodale et lui ajoute en 1987 un service d'autocar et un service de taxi. Elle cesse d'être utilisée pour les trains de passagers et le service de taxi en 1990, et par le service d'autocar en 1998. Elle est vendue à la municipalité régionale de comté de Francheville en 2000 qui l'utilise alors comme bureau administratif. À la suite des fusions municipales de 2002, elle est devenue la propriété de la ville de Trois-Rivières.

### Galerie

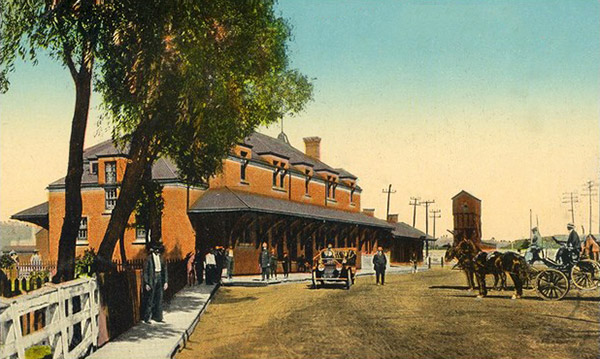
Carte postale de la gare de Trois-Rivières, 1909.
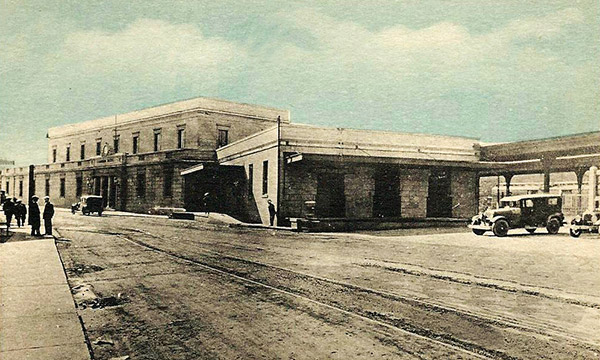
Gare de Trois-Rivières, vers 1924.
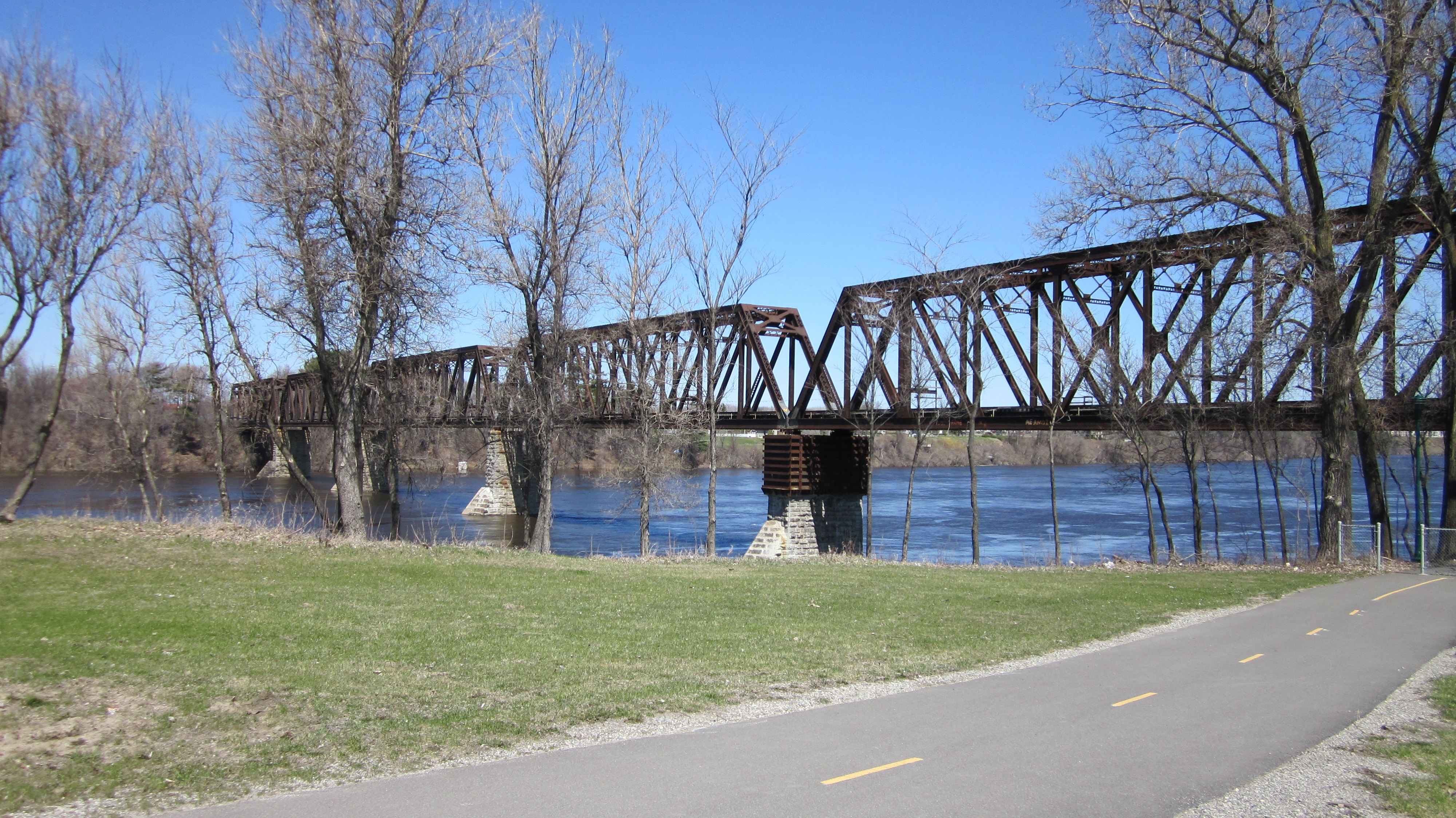
Pont du chemin de fer.